# 1-Wire
 (février 2017).
Si vous disposez d'ouvrages ou d'articles de référence ou si vous connaissez des sites web de qualité traitant du thème abordé ici, merci de compléter l'article en donnant les références utiles à sa vérifiabilité et en les liant à la section « Notes et références ».

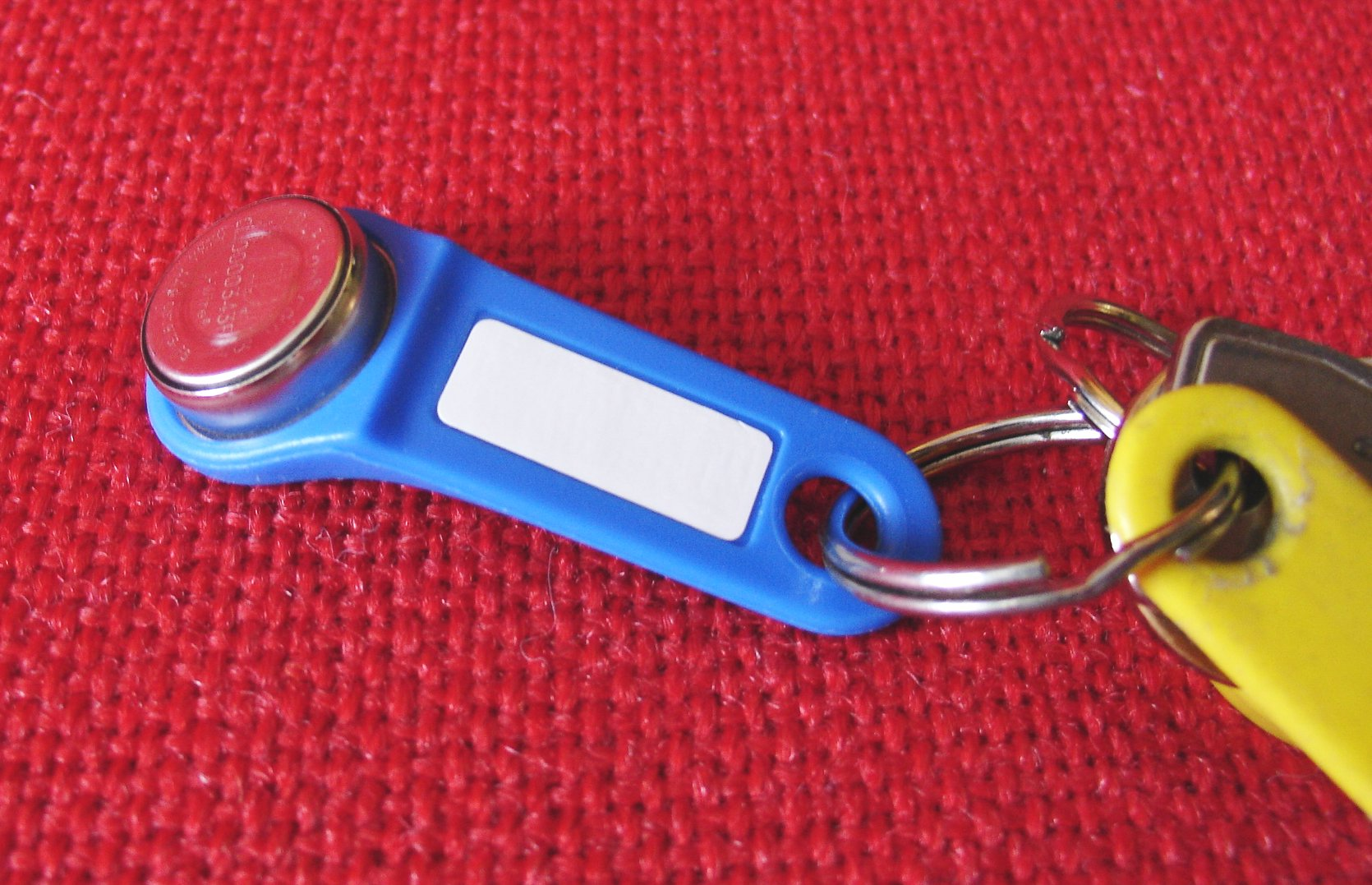
Un iButton 1-Wire dans un support en plastique.

1-Wire (aussi connu sous le nom de bus Dallas ou OneWire) est un bus conçu par Dallas Semiconductor (en) qui permet de connecter (en série, parallèle ou en étoile) des composants avec seulement deux fils (un fil de données et un fil de masse). 

## Description
De nature similaire à I²C, il présente cependant des vitesses de transmission et un coût inférieurs. 
Il est généralement utilisé en domotique pour des thermomètres ou autres instruments de mesure météorologiques. Il est également très utilisé dans les circuits de gestion de l'énergie dans les batteries d'équipements électroniques et les chaînes d'onduleurs (circuits DS2438 principalement)

## Liste des composants
| Code       | iButton    | Famille | Description                                                               |
| ---------- | ---------- | ------- | ------------------------------------------------------------------------- |
| 2401       | 1990A      | 01      | Numéro de série 1-Wire                                                    |
| 1425       | 1991       | 02      | Mémoire (en bloc) à accès protégé par mot de passe (1 153 bits)           |
| 2404       | 1994       | 04      | Horloge temps-réel, timer et NVRAM (4 ko)                                 |
| 2413       |            | 05      | Interrupteur ou détecteur d'état (d'une double bascule)                   |
|            | 1993       | 06      | NVRAM (4 ko)                                                              |
|            | 1992       | 08      | NVRAM (1 ko)                                                              |
| 2502       | 1982       | 09      | NVRAM (1 ko)                                                              |
|            | 1995       | 0A      | NVRAM (16 ko)                                                             |
| 2505       | 1985       | 0B      | EPROM (16 ko)                                                             |
|            | 1996       | 0C      | NVRAM (64 à 256 ko)                                                       |
| 2506       | 1986       | 0F      | EPROM (64 ko)                                                             |
| 18S20      | 1920       | 10      | Thermomètre                                                               |
| 2406, 2407 |            | 12      | Double bascule et EPROM d'1 ko                                            |
| 2430A      | 1971       | 14      | EEPROM 256 bits et registre OTP (mémoire morte) 64 bits                   |
|            | 1963S      | 18      | NVRAM (4 ) et calcul SHA-1                                                |
|            | 1963L      | 1A      | NVRAM (4 ko) et compteur d'écritures                                      |
|            | 28E04-100  | 1C      | EEPROM 4 096 bits avec PIO                                                |
| 2423       |            | 1D      | NVRAM (4 ko) et compteur d'impulsions                                     |
| 2409       |            | 1F      | Coupleur deux canaux (obsolète le 14/10/2019)                             |
|            | 1921       | 21      | Enregistreur de températures Thermochron                                  |
| 1822       |            | 22      | Thermomètre digital                                                       |
| 2433       | 1973       | 23      | EEPROM (4 ko)                                                             |
| 2415       | 1904       | 24      | Horloge temps réel (RTC)                                                  |
| 2438       |            | 26      | Capteur de température, convertisseur A/N                                 |
| 2417       |            | 27      | Horloge temps réel avec interrupteur                                      |
| 18B20      |            | 28      | Capteur de température avec résolution ajustable                          |
| 2408       |            | 29      | Bascule adressable 8 canaux                                               |
| 2890       |            | 2C      | Potentiomètre numérique, 1 canal                                          |
| 2431       |            | 2D      | EEPROM (1 ko)                                                             |
| 2760       |            | 30      | Capteur de température, courant et convertisseur A/N                      |
| 2432       | 1961S      | 33      | EEPROM et calcul SHA-1                                                    |
|            | 1977       | 37      | EEPROM 32 ko protégée par mot de passe                                    |
|            | 2413       | 3A      | Bascule adressable, deux canaux                                           |
|            | 1922, 1923 | 41      | Enregistreur de données Thermochron, Hygrochron (température et humidité) |
|            | 1981       | 91      | EPROM 512 bits                                                            |
| 2480       |            |         | Driver de ligne série vers 1-Wire                                         |